# 原田英子
原田 英子（はらだ えいこ、1951年8月21日 - ）は、日本の元女優。旧芸名：東 三千（あずま みち）。大阪府出身。

## 来歴・人物
1964年、テレビドラマ『がめつい奴』でデビュー。以降、テレビドラマ『プレイガール』で東田みち子役として出演など、ドラマ、映画に活躍するが、1986年の『特捜最前線』第483話へのゲスト出演以降、芸能活動の記録がなく、以降の消息も明らかではない。
1976年、芸名を東三千から本名に変えて活動した。

## 出演作品

### 映画
- 悪太郎伝 悪い星の下でも（1965年、日活） - 三島悦子
- 座頭市の歌が聞える（1966年、大映） - お春
- ママいつまでも生きてね（1970年、大映） - 杉山和子
- 子連れ狼 三途の川の乳母車（1972年、勝プロダクション / 東宝） - 別式女お甲
- 子連れ狼 親の心子の心（1972年、勝プロダクション / 東宝） - お雪
- 桜の代紋（1973年、勝プロダクション / 東宝） - 悦子
- 釜ヶ崎極道（1973年、東映） - 梅子
- まむしの兄弟 二人合わせて30犯（1974年、東映） - ジュン
- 誘拐報道 (1982年、東映) - 宝塚直配所の妻※原田英子名義

### テレビドラマ
- がめつい奴（1964年2月4日 ～ 1964年3月31日、日本テレビ / 松竹）
- 人生劇場（1965年4月14日 ～ 1965年9月29日、フジテレビ / 日本電波映画）
- 柔一筋（1965年4月17日 ～ 1965年10月5日、よみうりテレビ / 日本電波映画）
- 俺は用心棒（第1シリーズ） 第10話「祇園小路の刺客」（1967年6月5日、NET / 東映京都テレビプロ）
- 素浪人 花山大吉（NET / 東映）
  - 第17話「美人だらけの町だった」（1969年4月26日）
  - 第42話「大めし喰らって弱かった」（1969年10月18日）
  - 第85話「女が女にふられていた」（1970年8月15日）
- 大坂城の女（1970年1月3日 ～ 1970年9月26日、関西テレビ / 東映）
  - 第22話「豊太閤の最期」
  - 第23話「北政所と淀殿」
- 銭形平次（フジテレビジョン / 東映）
  - 第192話「春の風来坊」（1970年1月7日） - お由
  - 第222話「牢奉行失踪」（1970年8月5日） - おらく
  - 第352話「谷中河童横丁」（1973年1月31日） - おきん
  - 第375話「黄金の牙」（1973年7月11日） - お絹
  - 第438話「大江戸二十四時」（1974年9月25日）
  - 第595話「ひとでなし」（1977年10月26日）
- 打ち込め! 青春（1971年1月7日 ～ 1971年4月1日、NET / 東映） - 立花真理
- 女人武蔵（1971年4月7日 ～ 1971年9月29日、関西テレビ / 松山プロダクション） - 千加
- 刑事くん 第10話「枯葉に朝日が」（1971年11月8日、TBS / 東映）
- 弥次喜多隠密道中 第7話「秋葉の火祭り（秋葉山）」（1971年11月18日、日本テレビ / 歌舞伎座テレビ室）
- 遠山の金さん捕物帳（NET / 東映）
  - 第77話「人形にされた女」（1971年12月26日） - お冬
  - 第107話「かんざしに泣いた女」（1972年7月23日） - お恵
  - 第132話「白州で歌った男」（1973年1月14日） - おしず
- さすらいの狼 第2話「竜が裁いた島抜け野郎」（1972年4月12日、NET / 東映）
- だから大好き! 第7話「ゴーゴー大混線!!」（1972年5月13日、日本テレビ / 国際放映 / ユニオン映画）
- プレイガールシリーズ（東京12チャンネル / 東映）
  - プレイガール
    - 第172話「怪談 恐怖の吸血幽霊」（1972年7月17日） - 京子
    - 第204話「悪鬼のような女」（1973年2月26日） - りん子
    - 第241話「女は裸で七変化」（1973年11月12日） ～ 第283話「男見るべからず　プレイガール最後の決闘」（1974年9月30日） - 東田みち子(レギュラー)

  - プレイガールQ - ミチ(レギュラー)
    - 第1話「命知らずの牝猫めねこたち」（1974年10月7日） ～ 第45話「風に逆う牝狼」（1975年9月8日）
- 紫頭巾 第25話「ドロボー大作戦」（1972年9月21日、東京12チャンネル / 松竹） - お照
- 荒野の素浪人 第1シリーズ 第47話「待ち伏せ 赤岩谷の竹槍隊」（1972年11月21日、NET / 三船プロダクション）
- 熱血猿飛佐助 第11話「おれは太陽の子」（1972年12月18日、TBS / 東映） - りく
- 陽はまた昇る（1973年4月2日 ～ 1973年6月11日、フジテレビ / 国際放映） - 神崎真弓
- 水戸黄門（TBS / C.A.L）
  - 第4部（1973年）
    - 第28話「庄助さんの娘 -会津若松-」（1973年7月30日） - お菊

  - 第12部（1981年 - 1982年）
    - 第13話「御老公を爆殺せよ! -高松-」（1981年11月23日） - 早苗

  - 第13部 第24話「とどけ馬子唄 瞼の母に -熊本-」（1983年3月28日） - 浜路
- 唖侍 鬼一法眼（1973年10月7日 ～ 1974年3月31日、日本テレビ / 勝プロダクション）
  - 第20話「影を追う花」
- 隠し目付参上 第25話「斬られ役団九郎 男冥利の花道か」（1976年9月18日、毎日放送 / 勝プロダクション） -  お秋
- 子連れ狼（1976年4月4日 ～ 1976年9月26日、日本テレビ / ユニオン映画）
  - 第3部 第13話「胸底の月」
- 必殺シリーズ（朝日放送 / 松竹）
  - 必殺からくり人 第1話「鼠小僧に死化粧をどうぞ」（1976年7月30日） - お近
  - 必殺からくり人・富嶽百景殺し旅 第8話「甲州犬目峠」（1978年10月13日） - 八重
- 大江戸捜査網（東京12チャンネル / 三船プロダクション）
  - 第257話「殺しを呼ぶ賽の目」（1976年8月21日）
  - 第312話「甦えった魂なき殺人者」（1977年10月29日）
  - 第369話「殺意なき用心棒」（1978年12月9日）
  - 第399話「鉄火芸者 涙の情け肌」（1979年7月7日）
  - 第433話「女すり 捨身の恩返し」（1980年3月8日）
- 君の名は（1976年10月1日 ～ 1976年12月24日、NET）
- ひまわりの道（1976年10月18日 ～ 1977年5月2日、日本テレビ） - 太田登美子
- 人形佐七捕物帳 第12話「寅の日は御用の日」（1977年7月2日、テレビ朝日 / 東映） - お米
- 伝七捕物帳 第153話「仇情け 浮世のからくり」（1977年7月26日、日本テレビ / ユニオン映画） - 文枝
- 桃太郎侍（日本テレビ / 東映）
  - 第77話「男涙のけつねうどん」（1978年4月2日） - おきた
  - 第99話「引越して来たスゴい奴」（1978年9月3日） - おふじ
- 暴れん坊将軍（テレビ朝日 / 東映）
  - 吉宗評判記 暴れん坊将軍
    - 第17話「恋とおとぼけ地蔵」（1978年5月6日） - 音羽
    - 第186話「男なみだの恋太鼓」（1981年11月21日） - みわ
- 女商一代 やらいでか!（1981年1月5日 - 1981年9月25日、東海テレビ / 東宝） - おせき
- 斬り捨て御免!PART3 第20話「女ねずみが天井裏で鳴く」（1982年11月3日、テレビ東京 / 歌舞伎座テレビ）
- 特捜最前線（テレビ朝日 / 東映）
  - 第203話「幼女誘拐・菜の花の匂う女！」（1981年3月25日）
  - 第483話「二重記憶喪失の女・青い鳥、墜ちた！」（1986年9月18日）
- 文吾捕物帳 第17話「哀れな女の夢」（1982年2月9日、テレビ朝日 / 三船プロダクション）
- 幻之介世直し帖 第23話「暗殺狩り」（1982年3月14日、日本テレビ / 国際放映）
- 大岡越前（TBS / C.A.L)
  - 第6部 第24話「死体が歩いた長屋露地」（1982年8月16日）

## 音楽
- 東 三千 名義

### シングル[1]
| 発売日        | 面  | タイトル       | 作詞     | 作曲             | 編曲   | レコード会社 | 規格品番 |
| ------------- | --- | -------------- | -------- | ---------------- | ------ | ------------ | -------- |
| 1971年3月21日 | A面 | 結ばれたい     | 山上路夫 | 仲本順一・渋谷毅 | 渋谷毅 | キャニオン   | CA-38    |
| 1971年3月21日 | B面 | 悲しみは近くに | 山上路夫 | 渋谷毅           | 渋谷毅 | キャニオン   | CA-38    |